# Margriet de Moor
Margriet de Moor (Noordwijk, 21 november 1941) is een Nederlandse schrijfster.

## Levensloop
Margriet de Moor werd geboren als Margaretha Maria Antonette Neefjes als vierde van tien kinderen in een katholiek gezin. Op haar zeventiende vertrok ze naar Den Haag om aan het Koninklijk Conservatorium voor Muziek piano te studeren, later werd het hoofdvak solozang. Al spoedig bleek haar speciale affiniteit als zangeres met de moderne muziek. Ze studeerde af met Alban Berg (Sieben Frühe Lieder) en Pierre Boulez (Improvisations sur Mallarmé) In 1966 trouwde ze met beeldend kunstenaar Heppe de Moor (1938-1992) met wie ze twee dochters kreeg van wie de een beeldend kunstenaar zou worden, Lara (1969) en de andere schrijver, Marente (1972).
Tijdens haar huwelijk studeerde Margriet de Moor kunstgeschiedenis en archeologie aan de Universiteit van Amsterdam en gaf pianoles. Met haar man begon ze in 1984 in ’s-Graveland een atelier voor ontmoetingen tussen kunstenaars en publiek. Voor de bijeenkomsten aldaar maakte ze een aantal film- en videoportretten van de zich presenterende kunstenaars. Toen de financiering van deze films niet meer mogelijk was, begon ze te schrijven. Haar debuut, de verhalenbundel Op de rug gezien, werd zeer goed ontvangen, genomineerd voor de AKO Literatuurprijs en bekroond met de prijs voor het best verkochte literaire debuut Het gouden Ezelsoor.

## Prijzen
- 1989 – Gouden Ezelsoor en nominatie voor de AKO Literatuurprijs voor Op de rug gezien
- 1990 – Lucy B. en C.W. van der Hoogt-prijs voor Dubbelportret
- 1992 – AKO Literatuurprijs voor Eerst grijs dan wit dan blauw

## Stijl
De jury van de AKO Literatuurprijs 1992 oordeelde over de schrijfstijl van Margriet de Moor in Eerst grijs dan wit dan blauw:
"Margriet de Moor schetst in stemmig, sensitivistisch proza, dat trefzeker de complexe ervaringswereld van de personages oproept, een ijle, autistische wereld."

## Werken
- Op de rug gezien (verhalen, 1988, met omslag ontworpen door haar echtgenoot Heppe de Moor)
- Dubbelportret (novellen, 1989)
- Eerst grijs dan wit dan blauw (roman, 1991)
- De virtuoos (roman, 1993)
- Jennifer Winkelman (verhaal, 1993)
- Ik droom dus (verhalen, 1995)
- Hertog van Egypte (roman, 1996)
- Zee-Binnen (roman, 1999)
- Verzamelde verhalen (verhalen, 2000)
- Kreutzersonate - Een liefdesverhaal (roman, 2001)
- Ze waren schoolmeesters (biografie, 2001)
- De verdronkene (roman, 2005)
- De Kegelwerper (roman, 2006)
- Als een hond zijn blinde baas (essays, 2007)
- De schilder en het meisje (roman, 2010)
- Mélodie d'amour (roman, 2013)
- Van vogels en mensen (roman, 2016)
- Slapeloze nacht (roman, 2017)
- Meneer en mevrouw God  (verhalen, 2022)

### Vertaald in het Duits
- Erst grau dann weiß dann blau, Hanser, München (1991). ISBN 3-446-17372-2.
- Rückenansicht, dtv, München (1993). ISBN 3-423-12101-7.
- Der Virtuose, Hanser, München (1994). ISBN 3-446-17869-4.
- Bevorzugte Landschaft, dtv, München (1996). ISBN 3-423-08310-7.
- Ich träume also, List, München/Wenen (1996). ISBN 3-446-18763-4.
- Herzog von Ägypten, Hanser, München (1997). ISBN 3-423-12716-3.
- Doppelporträt, dtv, München (1998). ISBN 3-423-08433-2.
- Die Verabredung, Hanser, München (2002). ISBN 3-446-19881-4.
- Kreutzersonate, Hanser, München (2002). ISBN 3-446-20221-8.
- Sturmflut, Hanser, München (2006). ISBN 3-446-20713-9.
- Der Jongleur, Hanser, München (2008). ISBN 3-446-23000-9.
- Der Maler und das Mädchen, Hanser, München (2011). ISBN 978-3-446-23638-7.
- Schlaflose Nacht, Hanser, München (2016). ISBN 978-3-446-25280-6.